# Publilii
La gens Publilia, parfois écrit Poblilia, était une famille plébéienne de la Rome antique. Les membres de cette gens sont mentionnés pour la première fois dans les premières décennies de la République. La lex Publilia votée par Volero Publilius, tribun de la plèbe, en 471 av. J.-C., fut une étape importante dans la lutte entre les ordres patricien et plébéien. Bien que les Publilii apparaissent tout au long de l'histoire de la République, la famille tomba dans l'obscurité à l'époque des guerres samnites et n'atteignit plus jamais de positions importantes dans l'État romain.

## Origine
Le nomen Publilius est un nom de famille patronymique basé sur le latin praenomen Publius, avec lequel il est fréquemment confondu.

## Praenomen
Les praenomina utilisés par les Publilii comprenaient Volero, Lucius, Quintus, Gaius et Titus. Tous étaient très courants tout au long de l'histoire romaine, à l'exception de Volero; les Publilii étaient la seule famille importante à utiliser ce nom.

## Branches et cognomen
La seule famille distincte des Publilii sous la République portait le cognomen Philon, du grec « aimer ». Un membre de cette famille portait le nom de famille supplémentaire Volscus, un Volsque, probablement pour un acte impliquant les Volsques,.

## Membres sous la République

### Publilii Philones
- Volero Publilius, (v.-510 - ap.-471), tribuns de la plèbe en -472 et -471[4],[5],[6],[7]
  - Publius Publilius, (v.-480 - ?);
    - Volero Publilius Philon, (v.-445 - ap.-399), tribun consulaire en 399 av. J.-C.[8],[9]

  - Lucius Publilius (Philon), (v.-480 - ?)[9];
    - Lucius Publilius  Philo, (v.-445 - ap.-400), tribun consulaire en 400 av. J.-C.[10],[9]
    - ? Quintus Publilius, (v.-440 - ?)[9];
      - Quintus Publilius, (v.-415 - ap.-384), Tribun de la plèbe en -384[9];
        - Quintus Publilius Philo, (v.-385 ap.-314), consul en -339, dictateur en -339, Préteur plébéien en -335, magister equitum en -335, censeur en -332, Consul en -327, premier proconsul en -326, consul en -320 et en -315[11],[12],[13],[9].
          - (Publilius), (v.-360 - ?);
            - Titus Publilius, (v.-340 - ap.-300), membre du 1er collège des augur en -300;

### Autres
- Quintus Publilius, l'un des triumviri mensarii nommé en 352 av. J.-C.[14]
- Gaius Publilius, un jeune homme qui devint un intermédiaire pour garantir les dettes de son père. Il fut maltraité par le créancier Lucius Papirius, dont le comportement scandaleux conduisit à l'adoption de la lex Poetelia Papiria de 326 av. J.-C., abolissant la servitude pour dettes pour les nexi[15],[16].
- Titus Publilius, l'un des premiers plébéiens à devenir augure après l'adoption de la lex Ogulnia en 300 av. J.-C., permettant aux plébéiens d'occuper ce poste[17].
- Gaius Publilius, questeur en 146 avant JC, émettait des pièces de monnaie sous les ordres du consul Lucius Mummius en Macédoine[18].
- Publilia, la seconde épouse de Cicéron. Lors de leur divorce en 45 av. J.-C., Cicéron s'efforça de négocier le remboursement de sa dot[19].
- Publilius, beau-frère de Cicéron, avec lequel l'orateur fut contraint de négocier le remboursement de la dot de sa femme[19].
- Publilius, poète comique, dont un seul vers est cité par Nonius. Il pourrait peut-être s'agir de la même personne que Publilius Syrus[20].
- Publilius Syrus, (v.-85 - ap.-43), parfois appelé Publius Syrus, un affranchi qui devint célèbre à Rome en écrivant et en jouant dans des pantomimes populaires. Il était également l'auteur d'un certain nombre de sententiae, un recueil de maximes, de proverbes et d'aphorismes.

## Sous le Principat

### Publilii Calsi
- Lucius Publilius Celsus, (v.65 - 118), consul suffect en 102, et consul en 115, exécuté par Hadrien en 118;
  - ? (Lucius Publilius Celsus), (v.100 - ?);
    - ? (Lucius Publilius Celsus), (v.130 - ?);
      - ? (Lucius Publilius Celsus), (v.160 - ?);
        - Lucius Publilius Celsus Patruinus, (v.190 - ap.223), consul suffect;

### Publilii Petronii
- Marcus (Publilius), (v.180 - ?);
  - ? (Marcus Publilius), (v.200 - ?);
    - ? Lucius Publilius Felix Iustus, (v.225 - ap.v.261), consul suffect;
      - ? (Lucius Publilius Justus), (v.250 - ?);
        - ? (Publilius), (v.270 - ?);
          - ? Publilius Optatianus Porfirius, (v.290 - ap.333), Préfet de Rome;
            - ? (Publilia), (v.315 - ?), épouse un (Crepereius);

          - ? (Publilia), (v.290/5 - ?), épouse de Marcus Ceionius Julianus Camenius;

        - ? (Iustina), (v.275 - ?), épouse de Gaius Vettius Cossinius Rufinus;

  - Lucius Publilius Probatus, (v.205 - ap.v.245)[21];
    - (Lucius Publilius), (v.225 - ?);
      - Lucius Publilius Petronius Volusianus, (v.255 - ap.v.290), consul suffect v.290;
        - ? Petronius Probianus, (v.280 - ap.322), consul en 322;

### Autres
- Publilius Sabinus, Préfet du prétoire en 69;
- Caius Publilius Septiminus, centurion de la Legio III Augusta vers 210/20[22];
- Vet(tius?) Publilius Potitus, vir puer[23].

## Voir également
- Liste des gens romaines